# Timor Plaza

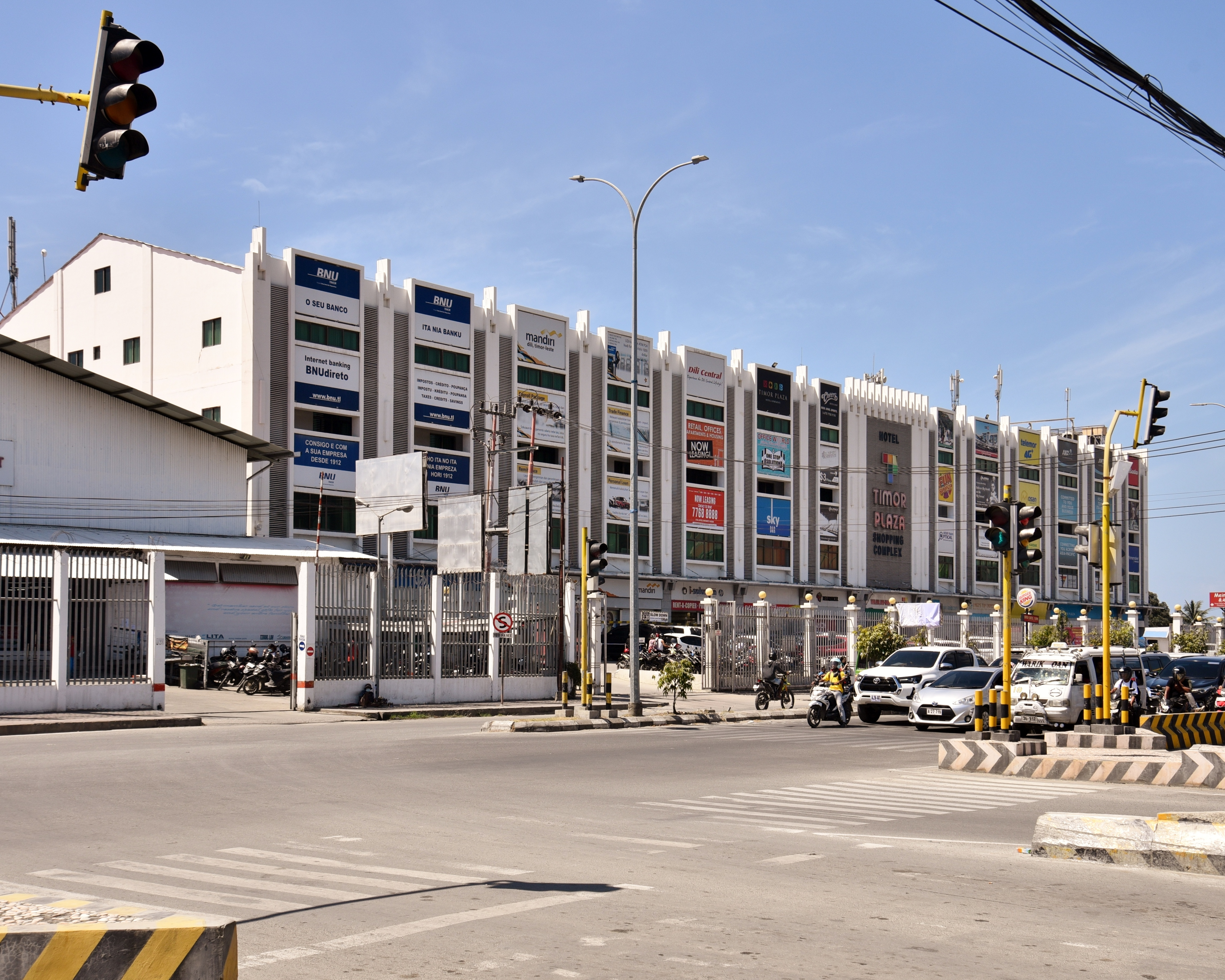
Das Timor Plaza an der
Avenida Nicolau Lobato

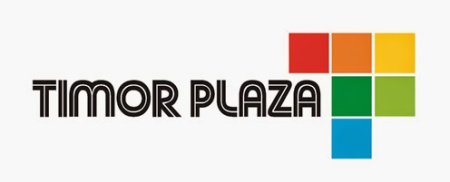
Logo des Timor Plaza

Das Timor Plaza (kurz TP) ist das erste Einkaufszentrum Osttimors. Es befindet sich in Praia dos Coqueiros, einem Stadtteil im Westen der Landeshauptstadt Dili (Suco Bebonuk, Verwaltungsamt Dom Aleixo, Gemeinde Dili), an der Avenida Nicolau Lobato. Das Timor Plaza ist der größte kommerzielle Komplex in Osttimor.

## Übersicht
Das Timor Plaza wurde im Oktober 2011 eröffnet. Es wurde von der Dili Development Lda. gebaut, die zur Jape Group gehört. Die Jape Group ist eine Firmengruppe, die 1976 im australischen Darwin von Jape Kong Su gegründet wurde.
Der Komplex aus acht Gebäuden hat eine Fläche von 60.000 Quadratmetern. Das CBD 1 mit dem eigentlichen Einkaufszentrum und dem Timor Plaza Hotel, das CBD 2 mit Büros und Wohnungen und das Entertainment Centre. In CBD 3 befindet sich neben Restaurants, einer Sporthalle und Büros das erste und einzige Kino des Landes. Auch Osttimors erstes Fastfoodrestaurant eröffnete Burger King im Timor Plaza. Bei Jugendlichen ist der freie Zugang zum Internet über WLAN sehr beliebt. CBD 10 befindet sich 2022 in Planung.
Im 5. Stock des Timor Plaza Hotels befindet sich die Botschaft Bruneis. Büros haben im Timor Plaza fast alle wichtigen Unternehmen des Landes, unter anderem die Timor Gap E.P. (Osttimors nationale Erdölgesellschaft), die Banco Nacional de Comércio de Timor-Leste (BNCTL), die Banco Nacional Ultramarino (BNU), die Australia and New Zealand Banking Group (ANZ), die Bank Mandiri, Deloitte, die Timor Telecom und die Telkomcel.
Seit 2014 betreibt der Malteserorden die Timor Plaza Medical Clinic im Erdgeschoss des Einkaufszentrums. Die Räume wurden von der Jape Group dem Orden für zunächst neun Jahre zur Verfügung gestellt. Etwa 200 Menschen erhalten hier täglich eine kostenlose medizinische Versorgung.

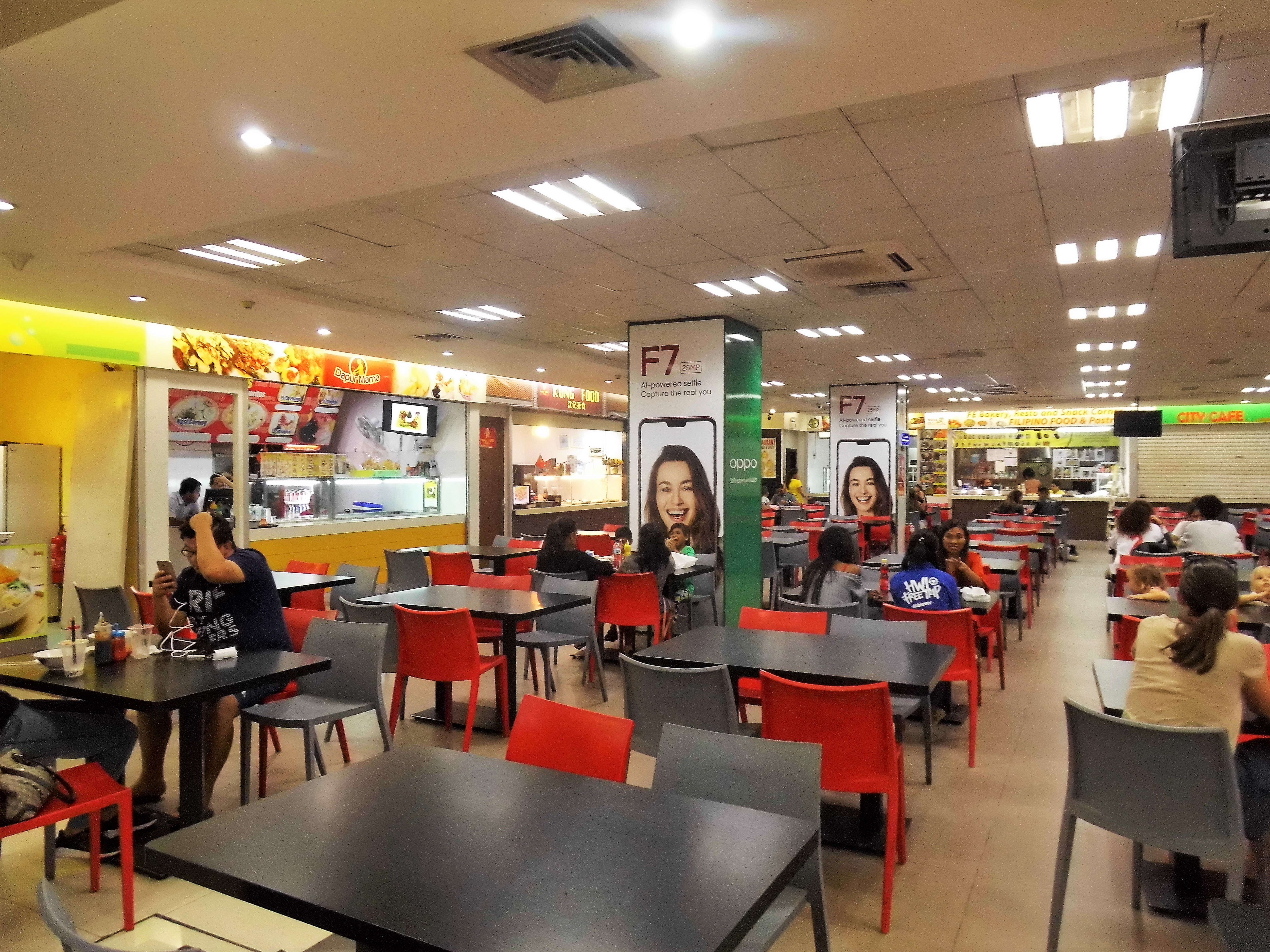
Im Timor Plaza
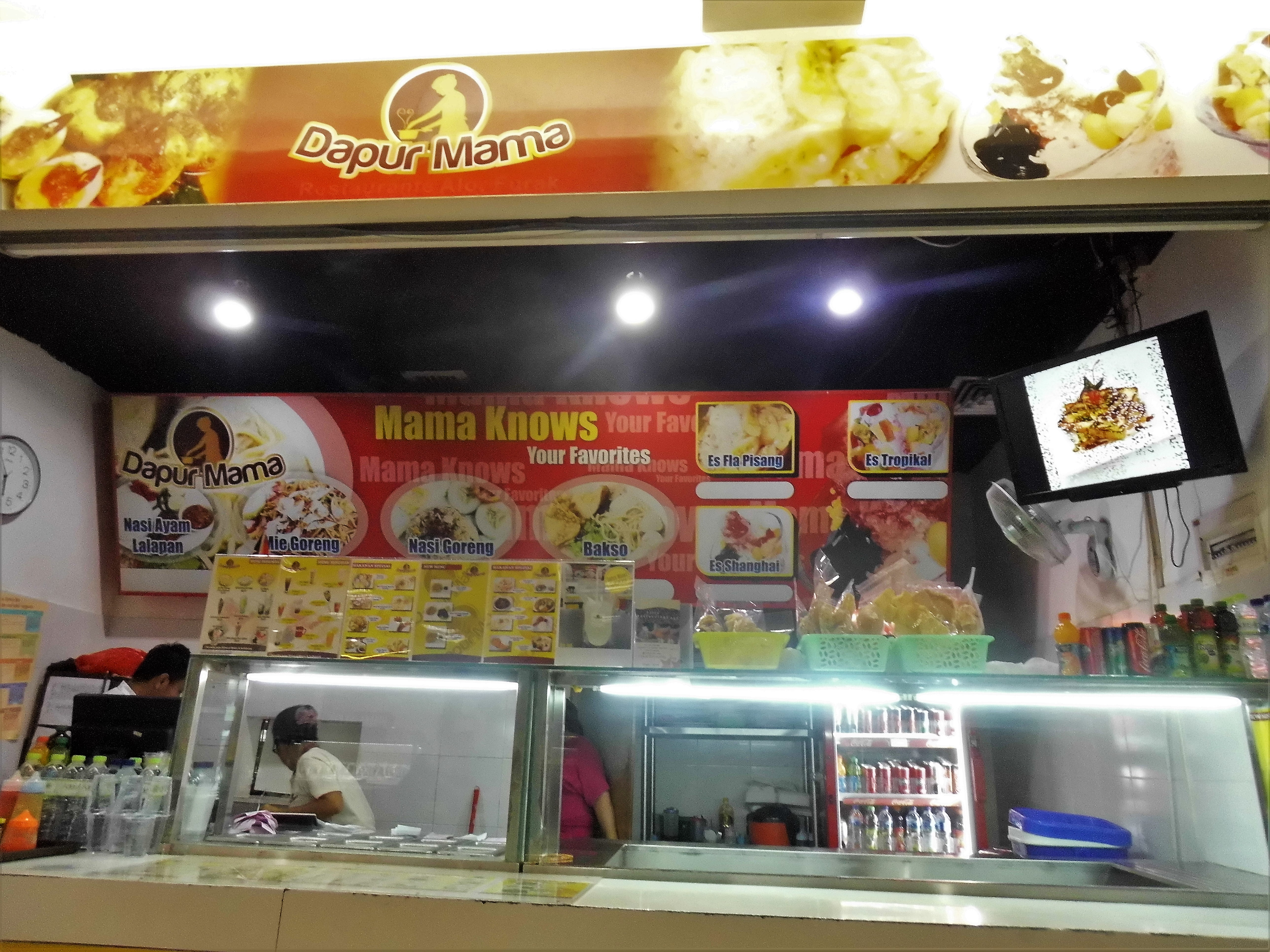
Imbissstand
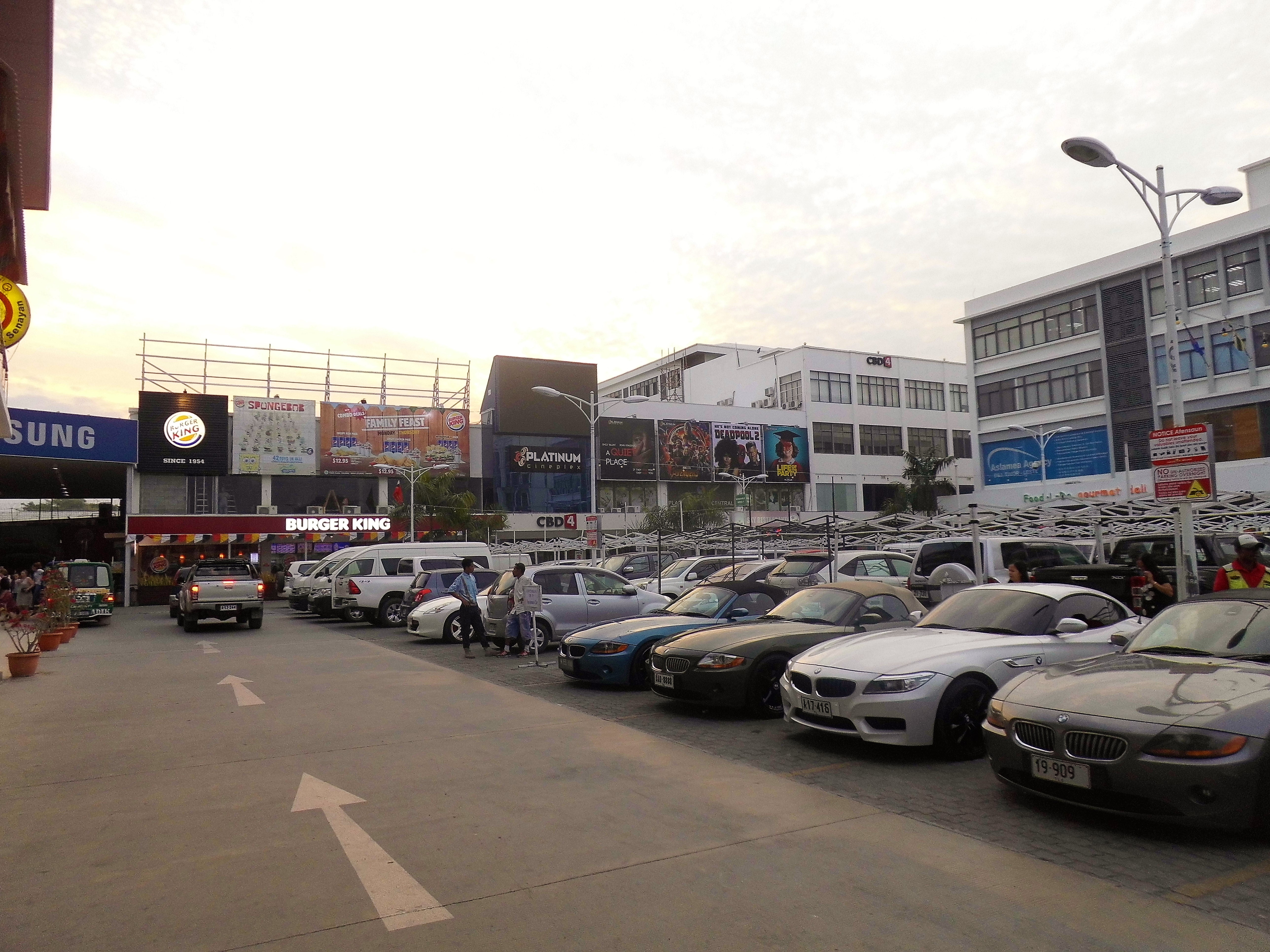
Parkplatz
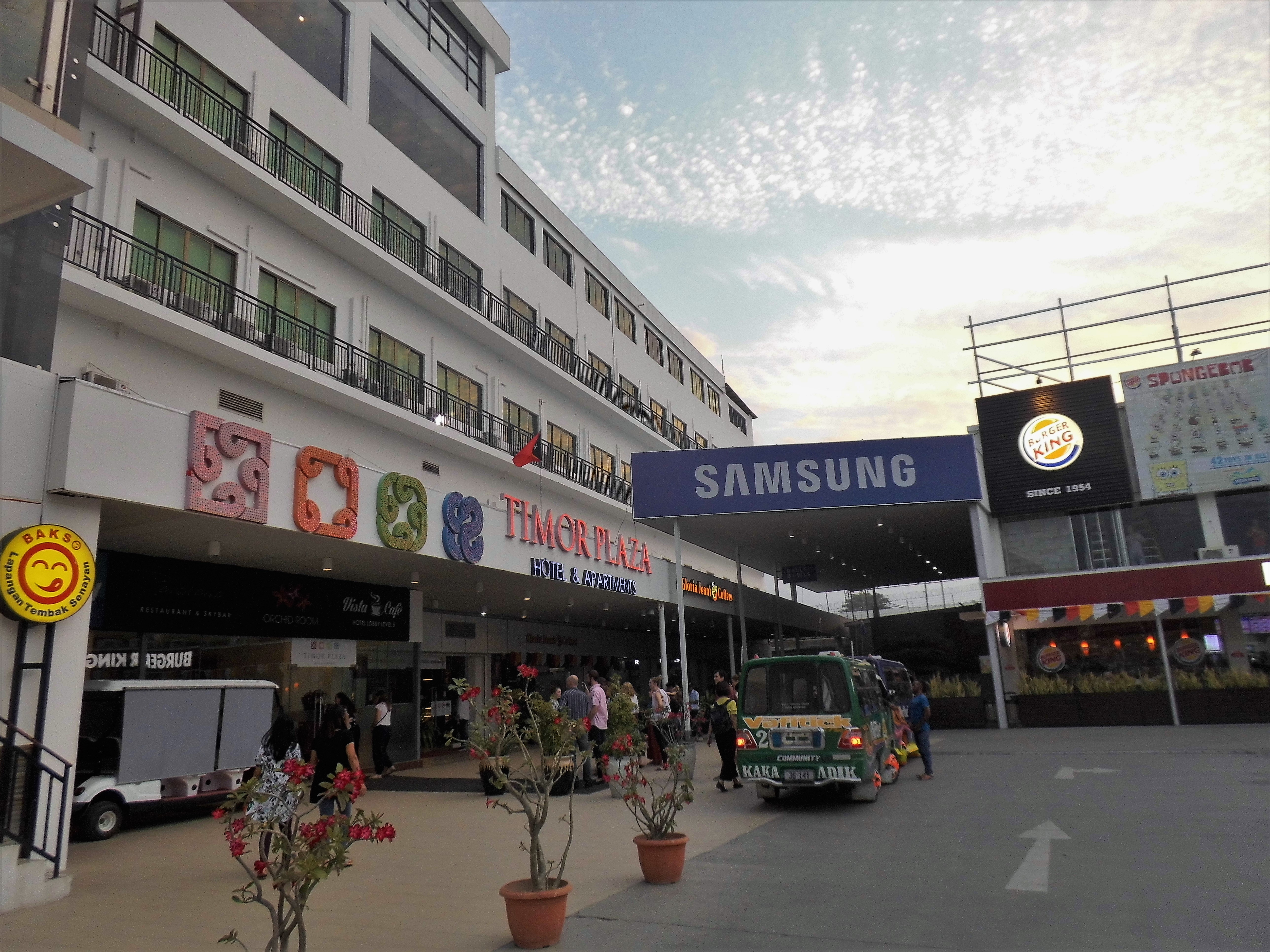
Eingangsbereich